# Łaszczów (stacja kolejowa)
Łaszczów – dawna wąskotorowa stacja kolejowa w mieście Łaszczów, w województwie lubelskim, w Polsce.